# 해양공원
해양 공원은 바다나 해안의 보존을 위하여 만들어진 공원이다. 세계에서 제일 큰 해양 공원으로는 오스트레일리아에 있는 그레이트 배리어 리프 마린 파크로 넓이가 350,000[[km2]]에 달한다.

## 같이 보기
- 해양보호구역